# Salazie
Salazie – miasto na Reunionie (departament zamorski Francji). Według danych INSEE w 2019 roku liczyło 7209 mieszkańców.